# 克希克圖
克希克图（1886年?—1924年），原名恩浩，字仲养，隸蒙古鑲紅旗，江苏京口（今镇江）旗人。中华民国大陆时期政治人物。

## 生平

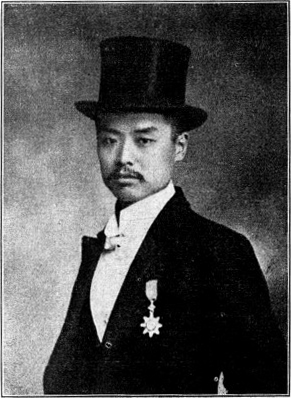
《民國之精華》中的克希克圖照片

克希克图是恩华的弟弟。其家为京口驻防蒙古鑲紅旗人。光绪二十六年（1900年），14岁的克希克图入江南常备右军随营学堂学习，光绪二十八年（1902年）毕业，入江南将弁学堂。光绪二十九年（1903年），由两江总督兼南洋大臣考送，官费派赴日本留学，入振武学校。光绪三十二年（1906年）毕业，入明治大学学习法科，同年兼入东京高等警察学校。由于克希克图有革命嫌疑，遂被清政府停止官费。光绪三十三年（1907年），自东京高等警察学校毕业后归国。
光绪三十四年（1908年），任黑龙江交涉局翻译科员。宣统三年（1911年），充任清华学校科员，并任印铸局科员。民国二年（1913年），当选中华民国第一届国会外蒙古札萨克图汗部众议院议员。后改名“间一”。国会解散后，入蒙藏院任科员。民国五年（1916年）获任蒙藏院编纂。同年，第一届国会第二期常会召开，克希克图继续担任众议员。
甲子年（1924年），克希克图逝世，享年38岁。

## 家庭
- 兄：恩华